# 409 Аспасія
409 Аспасія (409 Aspasia) — астероїд головного поясу, відкритий 9 грудня 1895 року Огюстом Шарлуа у Ніцці.